# Karwij (geslacht)
Karwij (Carum) is een geslacht uit de schermbloemenfamilie (Umbelliferae oftewel Apiaceae). Het geslacht telt een twintigtal soorten. De botanische naam Carum is afgeleid van het Arabische woord ‘Karawya’, de naam die de Arabieren aan het karwijzaad gaven. De soorten komen voor in de gematigde en subtropische delen van de Oude Wereld.
De meest gekweekte soort is karwij (Carum carvi): het gebruik als specerij is wijdverbreid. Deze soort komt in België en Nederland ook in het wild voor. Verder komt kranskarwij (Carum verticillatum) hier voor. In Wallonië komt bergvenkel voor. In Frankrijk komt Carum incrassatum voor.

## Ecologische aspecten
Karwijsoorten zijn waardplant voor onder meer Agonopterix ciliella, Agonopterix heracliana en Depressaria daucella.

## Soorten
- Carum appuanum (Viv.) Grande
- Carum asinorum Litard. & Maire
- Carum buriaticum Turcz.
- Carum carvi L. - Karwij
- Carum carvifolium (DC.) Arcang.
- Carum caucasicum (M.Bieb.) Boiss.
- Carum diversifolium (DC.) C.B.Clarke
- Carum graecum Boiss. & Heldr.
- Carum heldreichii Boiss.
- Carum iminouakense Quézel
- Carum jahandiezii Litard. & Maire
- Carum lacuum Emb.
- Carum leucocoleon Boiss. & A.Huet
- Carum meifolium Boiss.
- Carum meoides (Griseb.) Halácsy
- Carum pachypodium Candargy
- Carum polyphyllum Boiss. & Balansa
- Carum proliferum Maire
- Carum rupicola Hartvig & Å.Strid
- Carum takenakae Kitag.